# 49 a.C.

## Eventos
- Caio Cláudio Marcelo e Lúcio Cornélio Lêntulo Crus, cônsules romanos.
- Júlio César atravessa o Rubicão e dá início à Guerra Civil de César:
  - César segue com suas forças e captura Corfínio. Pompeu, os dois cônsules e boa parte dos senadores optimates fogem de Roma para Brundísio.
  - Depois de um rápido cerco, César captura Brundísio, mas Pompeu e os senadores já haviam cruzado para Dirráquio, na Grécia romana.
  - César consolida sua posição e assume o controle da península Itálica. Aproveitando o tempo que levará para que os pompeianos juntem suas forças, César segue para a Gália e Hispânia.
  - César vence os generais Marco Petreio e Lúcio Afrânio na Batalha de Ilerda, na Hispânia Citerior. Todo o exército pompeiano se rendeu.
  - Depois de um cerco, Lúcio Domício Enobarbo é novamente derrotado e César captura Massília, na Gália Narbonense.
  - No norte da África, o general cesariano Caio Escribônio Curião derrotou o procônsul da África e aliado de Pompeu, Públio Ácio Varo, na Batalha de Útica.
  - Num segundo confronto no norte da África, Varo, agora com a ajuda de Juba I da Numídia, derrotou e matou Curião na Batalha do rio Bagradas. Em Roma, os senadores cesarianos declaram guerra ao Reino da Numídia.
- Júlio César é nomeado ditador.

## Nascimentos
- Lúcio Domício Enobarbo (cônsul em 16 a.C.), político e militar romano (m. 25).

## Mortes
- Caio Escribônio Curião, político romano.